# 德布唐特島
69°34′S 75°30′E / 69.567°S 75.500°E
德布唐特島，是南極洲的島嶼，位於伊利沙伯女皇地，屬於瑟斯特雷內群島的一部分，根據挪威探險隊拍攝的空中照片繪入地圖，現時由南極條約體系管理。